# Hesian
Hesian fue un grupo musical creado en el verano de 2006 en Barranca, Navarra y disuelto en 2021. Respecto a su estilo musical se puede decir que era una mezcla entre punk-rock y hardcore, también se puede apreciar algo de ska. La característica más notoria era la mezcla entre las dos voces de los cantantes Fran Urias y Zuriñe Hidalgo, ambos cantando en euskera. Respecto a las letras, eran reivindicaciones de la sociedad y de la política, también hay que mencionar la forma de expresar sus sentimientos en las canciones.

## Historia
Su primer disco llamado Maite dugu se grabó en el estudio de Alberto Porres Pamplona. Fue publicado en junio de 2007 y hoy en día ya se han vendido más de 1000 copias. A finales de año grabaron la canción "Euskal Herriak Autodeterminazioa" creada para la campaña con ese mismo nombre. Esta es la primera vez que introducen instrumentos de viento en una canción, contentos con el resultado, deciden añadir la sección de vientos de forma definitiva. En este preciso momento se unen al grupo Eneko, Igotxo y Buton. 
El grupo abarca un campo muy amplio y en tan solo un año ofrecieron alrededor de 50 conciertos en el País Vasco, y siempre con un buen recibimiento por parte del público. Llenando plazas e incluso "gaztetxes" (locales donde se reúnen los jóvenes) con gran participación activa de la gente en los conciertos. Han compartido escenario con grupos como Berri Txarrak, Banda Bassotti, Habeas Corpus o incluso Su ta Gar. 
En el verano de 2009 se publica su décimo álbum llamado Aurtengo Gorakada que incluye la canción "Hau dena aldatzera doa". En octubre estrenaron su trabajo Herriaren Oihua. El disco tiene trece canciones grabado al igual que anteriormente en el estudio de Alberto Porres en Pamplona. El estilo de este último disco destaca especialmente por el punk rápido. En su página web anunciaron que iban a hacer un parón en invierno para preparar bien el tercer disco. En esa época Erik y Amets abandonaron el grupo, y entraron Mireia de Guipúzcoa como cantante y Xabi de Pamplona como guitarrista.

## Miembros
- Fran Urias (cantante y guitarra)
- Zuriñe Hidalgo (cantante)
- Xabier Xabi Larrainzar (guitarra)
- Ane Bastida (bajo)
- Danel Ferreño (batería)
- Aritz Igotxo Igoa (saxofón)
- Beñat Larrauri (trompeta)
- Eneko Garziandia (trombón)

### Exmiembros
- Amets (cantante 2006 - 2009)
- Mireia (cantante 2010)
- Erik (guitarra 2006 - 2009)
- Xabier Xabi Seco (bajo  2006 - 2016)
- Buton (trombón 2007 - 2008)
- Karlos (trombón 2008 - 2010)

## Discografía
- Musikaz Sakana Indartuz ("Maite dugu")
- Euskal Herriak Autodeterminazioa ("EHak Autodeterminazioa kanta").
- 2007 Maite Dugu (EP)
  - "Itsas Bazterrean"
  - "Maite dugu"
  - "Erantzuteko Beharra"
  - "Behar Zaitut"
  - "Errealitatea"
  - "Euskal Herria Autodeterminazioa"
  - "Begira Nazazu"
  - "Pauso Mugatuak"
- 2008 Herriaren Oihua (GOR Discos)
  - "Ez Ziren Hitzak"
  - "Harri Bat, Doinu Bat"
  - "Zure Itzala"
  - "Begi Beltz"
  - "Esaidazu"
  - "Inoiz Ez"
  - "Izan Genuen Ametsa"
  - "Itzalpeko Garraxia"
  - "Galduta"
  - "Hau Dena Aldatzera Doa"
- 2010 Borrokatu eta irabazi
  - "Itxaropenaren Izenean"
  - "Agortu Dira Hitzak"
  - "Milaka Argi"
  - "Ezin Ahaztu"
  - "Isiltasunaren Mugan"
  - "Eguna Helduko Da"
  - "Beranduegi Da"
  - "Ikusi Dezaket"
  - "Itxuaren Aroa"
  - "Eman Eskua"
  - "Hemen Gaude"
- 2011 Hitzetik (Oihuka - Elkar)
  - "Helmugarik Gabe"
  - "Guregaitik"
  - "Noiz Itzuliko Zara"
  - "Noraezean"
  - "Sua eta Bihotza"
  - "Argi Iluna"
  - "Zure Bidean"
  - "Irribarre Batekin"
  - "Geroa, Eroa"
  - "Bihotzetik Mundura"
  - "Olatu Berdea"
- 2013 Hemen eta Orain (CD y DVD en directo, grabado en Guernica el 14 de agosto de 2012. También incluye una serie de entrevistas con los miembros del equipo.)
- 2014 Hegalak astinduz (grabado en los estudios Higain por Haritz Harreguy) 
  - "Irtenbide bat"
  - "Non zaude"
  - "Akelarreko muxua"
  - "Arrazoia eta amorrua"
  - "Ez etsi"
  - "Kilometrotako gutuna"
  - "Beldur gabe"
  - "Zu zara, gu gara"
  - "Noiz arte"
  - "Ametsen memoria"
  - "Maite genuena"
  - "Zenbat kolpe"
  - "Silueta beltzak"
  - "Maitasun egarria"
- 2016 Hesian
- 2018 Hasiera
  - "Ez Dago Printzerik"
  - "Nire Bihotza"
  - "Plazandreak"
  - "Maitasun Faltsuari"
  - "Ida(ha)zten"
  - "Disfonia"
  - "Iluntasuna Naiz"
  - "Begi Bustiak"
  - "Begiak"
  - "Ziklikak Gara"